# Pierre-Richard Casimir

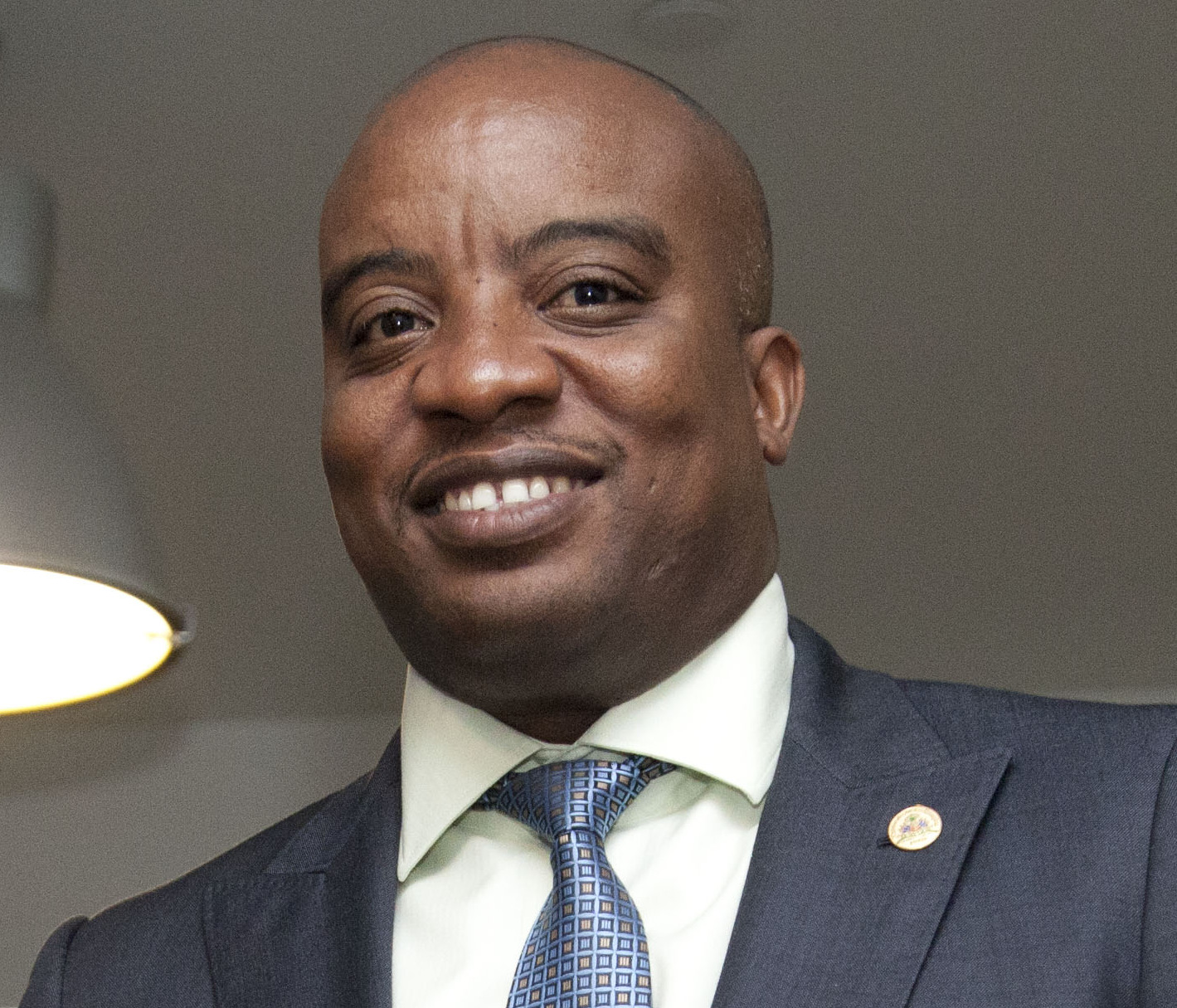
Pierre-Richard Casimir (2013)

Pierre-Richard Casimir (* 19. Februar 1970 in Port-au-Prince) ist ein haitianischer Jurist, Diplomat und Politiker. Er war vom 6. August 2012 bis zum 2. April 2014 Außenminister seines Landes.

## Leben
Casimir machte 1995 an der Université d’État d’Haïti seinen Abschluss in Rechtswissenschaften und wurde Mitglied der Anwaltskammer von Port-au-Prince. Schon 1994 hatte er erste Erfahrungen als Ausbilder für Staatsbürgerkunde bei der Amicale des Juristes gemacht und wurde Referent in der Rechtsabteilung der Akademie für die Aus- und Weiterbildung von Führungskräften (Académie de formation et de perfectionnement des cadres). Von 1995 bis 1999 leitete er im Hauptgefängnis von Port-au-Prince ein von USAID finanziertes Programm zur rechtlichen und juristischen Unterstützung mittelloser Häftlinge. Im selben Zeitraum arbeitete er auch als Rechtsberater und Dolmetscher für die US-Botschaft in Haiti.
Von 1996 bis 2005 war er Partner in der Anwaltskanzlei von Louis Gary Lissade. 1999 nahm er die Interessen von Präsident René Préval in einem Rechtsstreit mit dem Parlament vor dem höchsten Gericht des Landes, dem Cour de Cassation, wahr.
Von 2001 bis 2002 war er stellvertretender Direktor des Büros des Justizministers. In dieser Zeit arbeitete er unter anderem mit den verschiedenen Akteuren der Strafverfolgung zusammen, um die Problematik der verlängerten Untersuchungshaft anzugehen. Im Jahr 2004 gehörte er dem besonderen Beraterstab des Präsidenten Haitis an.
Von April 2005 bis November 2011 war er Generalkonsul von Haiti in Montreal, Kanada, wo er die Wahrnehmung der konsularischen Aufgaben sowie das Verhältnis zu den verschiedenen Organisationen und Vereinigungen der haitianischen Diaspora grundlegend neu ordnete. Unter seiner Leitung wurde die Kultur des Landes durch zahlreiche Kolloquien, Konferenzen und Ausstellungen haitianischer Produkte aufgewertet. Es wurden mehrere Handelsmissionen zwischen Québec und Haiti ausgetauscht. Im Januar 2010 spielte er nach dem verheerenden Erdbeben eine wichtige Rolle im Wiederaufbauprozess, indem er die Durchführung von Konferenzen, Austauschmaßnahmen und die internationaler Zusammenarbeit initiierte.
Im Dezember 2011 wurde er als Nachfolger von Michel Brunache zum Staatssekretär im Außenministerium ernannt, um Minister Laurent Lamothe zu unterstützen. Im August 2012 trat er dessen Nachfolge als Minister für auswärtige Angelegenheiten und Kulte an. In dieser Funktion begleitete er unter anderem den Besuch von Präsident Martelly bei US-Präsident Barack Obama in Washington sowie bei dem französischen Präsidenten François Hollande. Im Vatikan wurde er von den Päpsten Benedikt XVI. und Franziskus in Privataudienz empfangen. Zeitweise nahm er kommissarisch auch die Aufgaben des Ministers für im Ausland lebende Haitianer wahr.
Anfang April 2014 folgte ihm Duly Brutus als Außenminister nach und Casimir wurde persönlicher Berater von Präsident Martelly. Am 18. Januar 2015 folgte seine Ernennung zum Minister für Justiz und öffentliche Sicherheit. Dieses Amt hatte er bis zum 23. März 2016 inne.
Im Juli 2016, fünf Monate nachdem Martelly als Präsident abgetreten war, schied Casimir aus der Politik aus und kehrte als Anwalt in die Kanzlei Lissade zurück.